# 八森いさりび温泉 ハタハタ館

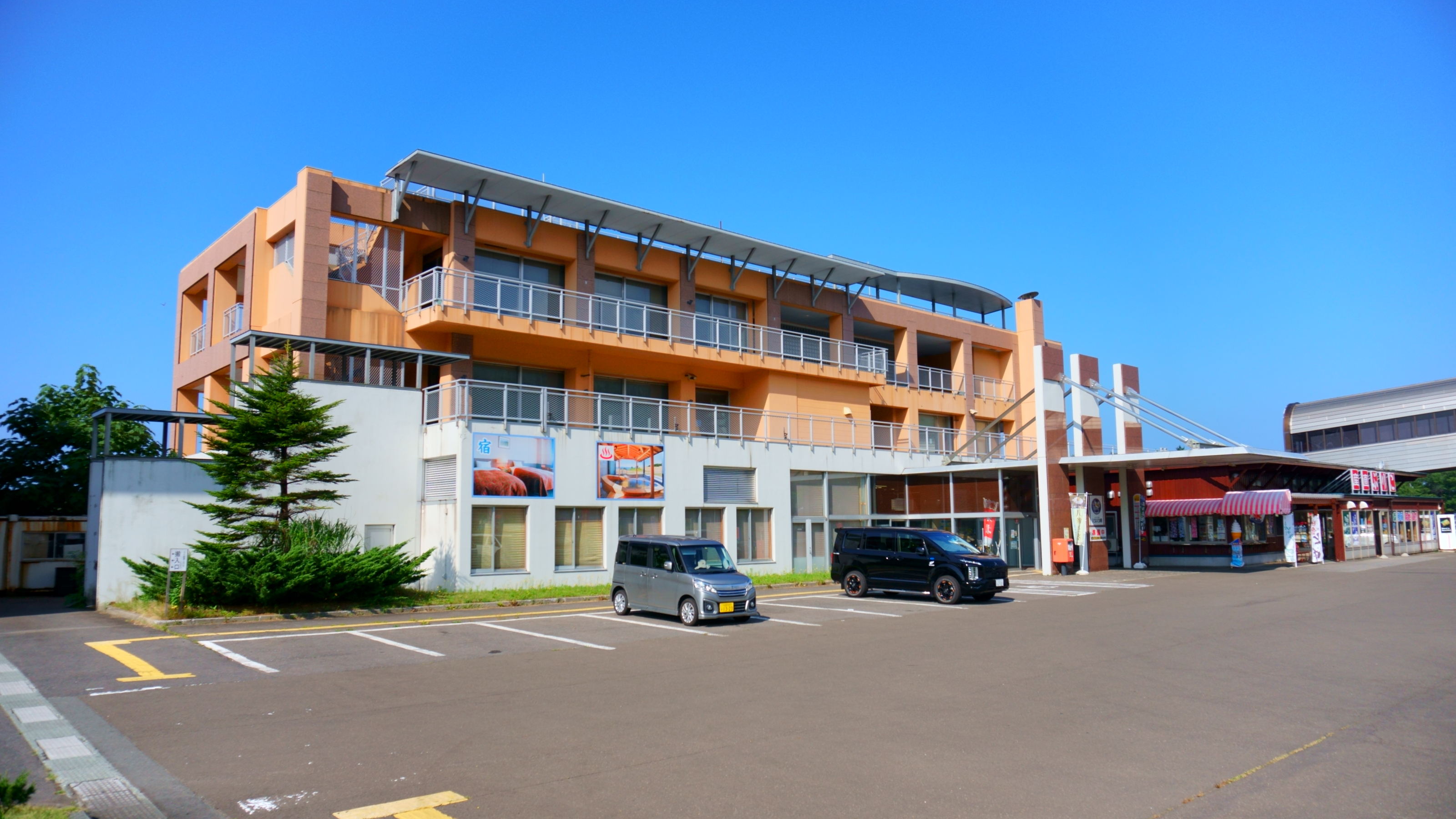
八森いさりび温泉 ハタハタ館

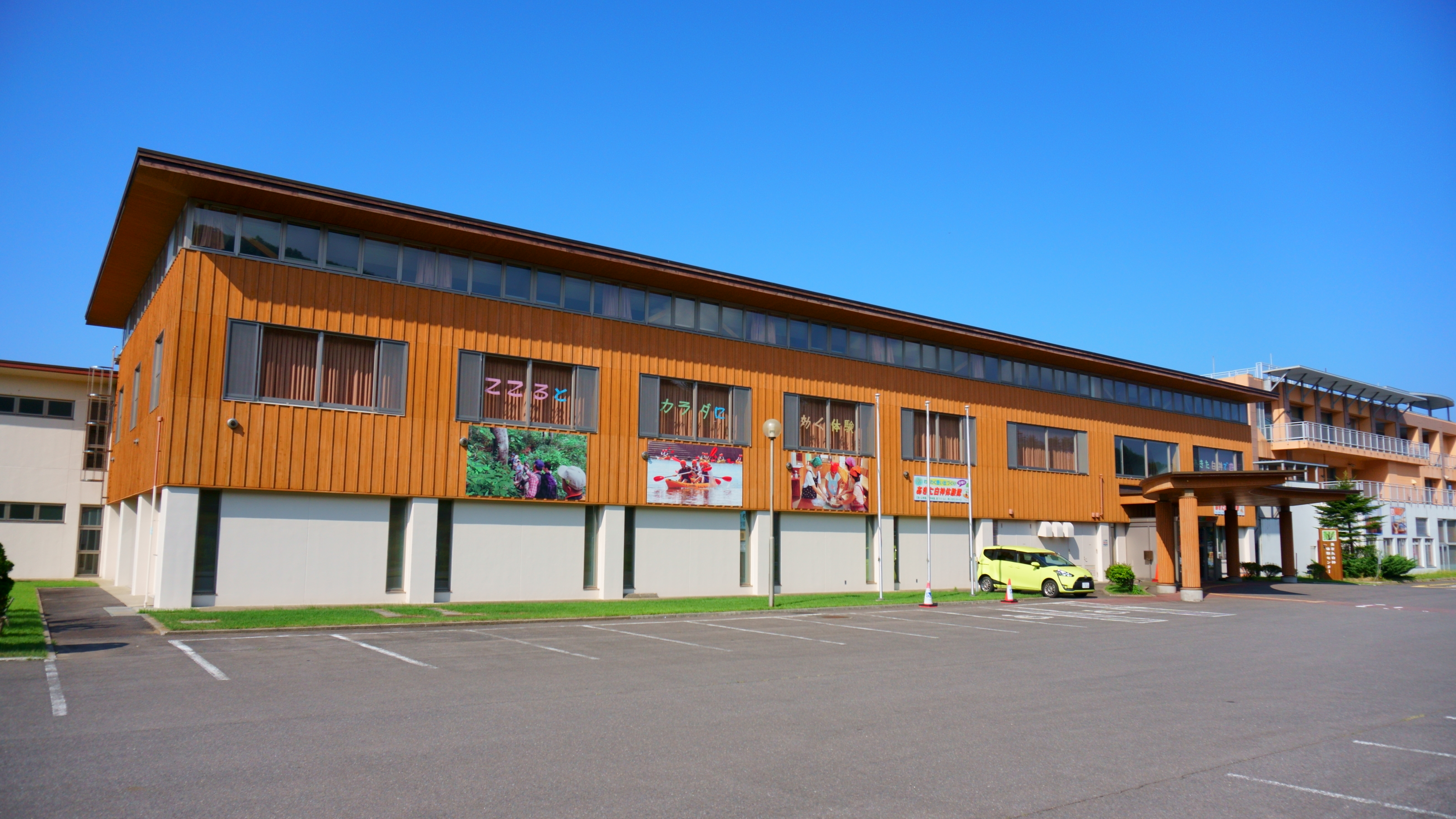
あきた白神体験センター

八森いさりび温泉 ハタハタ館（はちもりいさりびおんせん ハタハタかん）は、秋田県八峰町八森にある温泉施設である。
第三セクターのハタハタの里観光事業株式会社が管理運営している。2007年7月にリニューアル工事が行われ、館内での宿泊に対応するようになった。このリニューアル工事に先立つ2006年には隣接して物販施設「ぶりこ」がオープン、またリニューアル工事によって従来3階にあった入浴設備が1階に拡張・移設され、ジム・岩盤浴設備も追加された。宿泊施設とともに、南隣に宿泊研修施設「あきた白神体験センター」も建設された。なお、御所の台オートキャンプ場が隣接しており、トレーラーハウスでの宿泊が可能だったが、老朽化に伴い2021年にトレーラーハウスは売却される見込みである。
また、当施設からおよそ5km青森県境寄りにある道の駅はちもりを、当施設隣に移転する構想がある
。

## 館内概要
- 1階…ハタハタ館受付事務所・レストラン・物産館・温泉施設
- 2階…大広間など
- 3階…宿泊施設

### 温泉概要
- 入浴料：500円（大人）・200円(小・中学生)
- 岩盤浴セット：1,150円
- 休憩料：中広間/2000円。小広間/1000円（各2時間まで）大広間/無料
- 泉質：ナトリウム・硫酸塩・塩化物泉

## アクセス
- 車：秋田県能代市から国道101号経由で約40分。
- 鉄道：JR東日本五能線あきた白神駅から連絡跨線橋で約2分。
- バス：八峰町巡回バス岩館・目名潟方面路線ハタハタ館前バス停下車。

## 周辺
- あきた白神駅
- あきた白神中央管理センター
- 御所の台ふれあいパーク

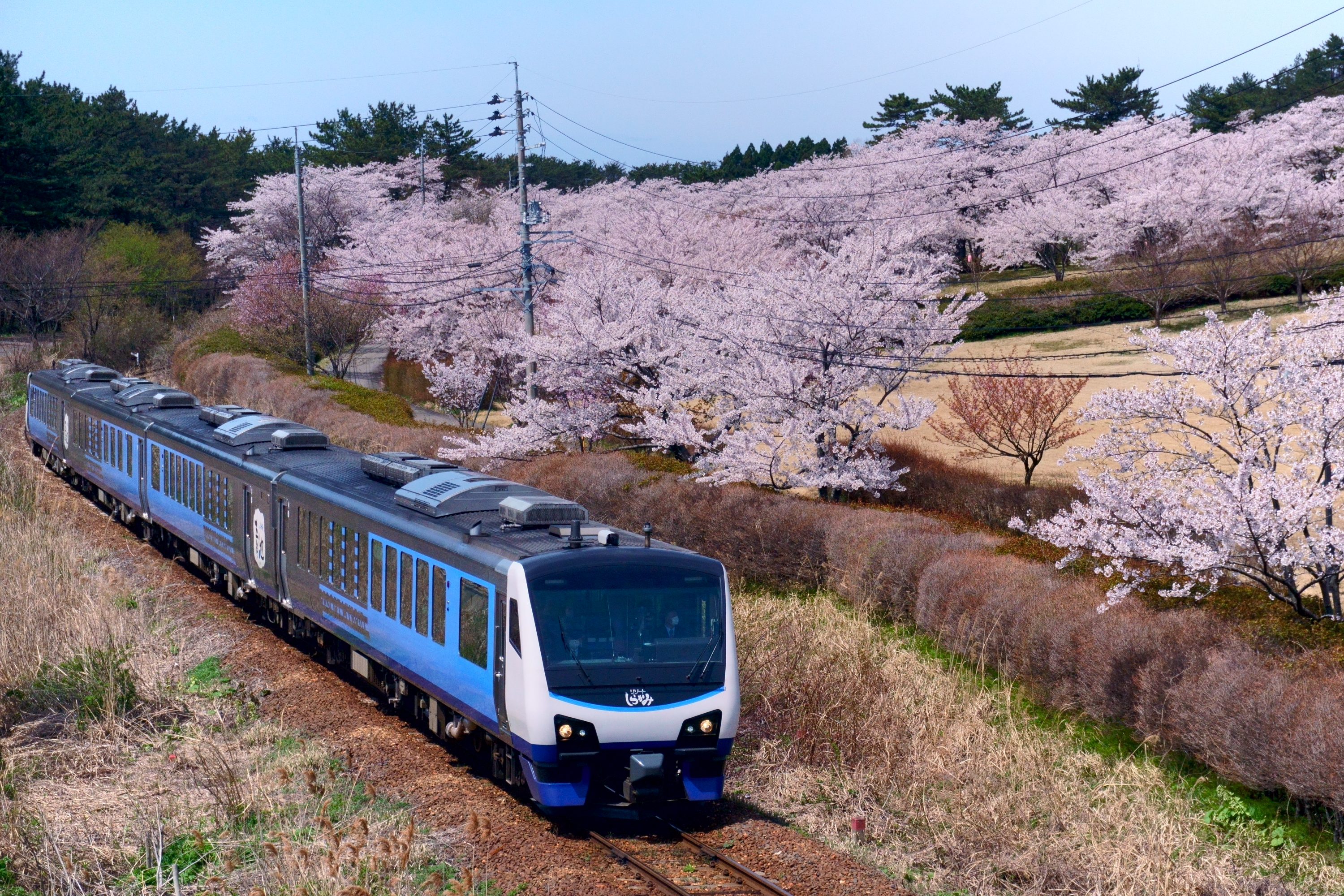
御所の台ふれあいパーク付近を通過する快速「リゾートしらかみ」号

- 濤安の乙女像（日本海中部地震の犠牲者を追悼するために建立された像である）

## その他
- 当施設内にある「いさりび温泉」ではリゾートしらかみを利用して来る場合、指定券提示および車内の割引用乗車証明書で入浴料が割引となる。
- 調理部門ではリゾートしらかみ4・5号で販売される晩酌セット（予約制）の調理もしていた。